# Transmutação de espécies
Transmutação de espécies é o termo usado, na história da Biologia, para compor o processo de mudanças morfofisiológicas ocorrentes em uma espécie para desenvolver outra. A terminologia era comumente usada nos tempos pré-darwinianos, em outras hipóteses para o desenvolvimento (um dos termos usados por Darwin) e na teoria da gradação regular, usada por William Chilton no periódico impresso The Oracle. Transformação é outra palavra diferente, neste contexto, em vez de transmutação.
Os pensadores pré-evolucionários dos séculos XVIII e XIX tinham que criar os termos para expressar suas ideias, e a terminologia não se uniformizou até algum tempo depois da publicação d'A Origem das Espécies. A palavra evolução foi um conceito posterior: pode ser encontrada na obra de 1851 Social Statics, de Herbert Spencer e numa outra anterior, mas não teve uso geral senão entre os anos 1865-70.

## Desenvolvimento histórico

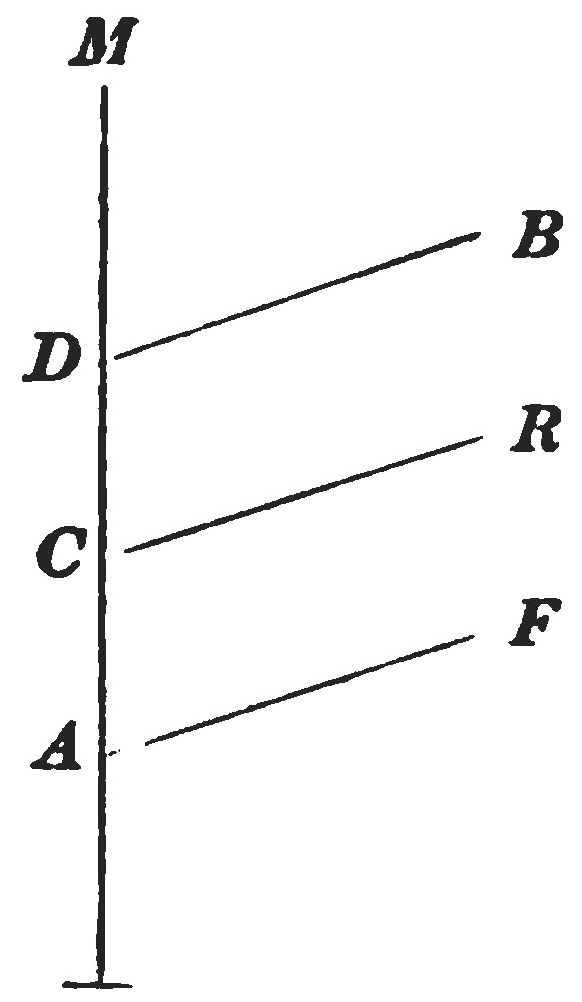
Diagrama do livro de 1844 Vestiges of the Natural History of Creation de Robert Chambers que mostra um modelo de desenvolvimento onde peixes (F), répteis (R) e aves (B) representam ramos de um caminho que leva aos mamíferos (M).

Jean-Baptiste Lamarck propôs em 1809 no seu livro Philosophie Zoologique a teoria da transmutação de espécies. Lamarck não acreditava que todos os seres vivos partilhavam um ancestral comum. Pelo contrário, acreditava que formas de vida simples eram criadas continuamente por geração espontânea. Acreditava também que uma energia vital inata, que por vezes descrevia como um fluido nervoso, levava a que espécies se tornassem mais complexas com o tempo, avançando linearmente por patamares de complexidade relacionados à grande corrente do ser. Lamarck também reconhecia que espécies estavam adaptadas ao seu ambiente. Explicou esta observação dizendo que o mesmo fluido nervoso também provocava mudanças no órgãos de um animal (ou humanos) baseado no uso ou desuso desse órgão, tal como músculos são afectados por exercício. Argumentava que essas mudanças seriam herdadas pela próxima geração e produzir adaptação lenta ao ambiente. Foi este mecanismo secundário de adaptação através da hereditariedade de características adquiridas que ficou posteriormente associado ao seu nome e que viria a influencia discussões sobre evolução no século XV.
Uma escola britânica radical de anatomia comparada, e que incluía o cirurgião Robert Know e o anatomista Robert Edmund Grant estavam intimamente ligados com a escola de Lamarck do Transformacionismo francês, que continha cientistas como Étienne Geoffroy Saint-Hilaire. Grant desenvolveu as ideias de transmutação e evolucionismo de Lamarch e Erasmus Darwin, investigando homologia para provar origem comum. Quando era um jovem cientista Charles Darwin juntou-se a Grant para investigar o ciclo de vida de animais marinhos. Estudou também geologia com o professor Robert Jameson cujo jornal publicou um artigo anónimo em 1826 elogiando "Mr. Lamarck" por explicar como os animais superiores tinham "evoluído" a partir dos "vermes mais simples" - este foi o primeiro uso da palavra "evoluir" no seu sentido moderno. O curso de Jameson terminou com palestras sobre a "Origem das Espécies de Animais".
Charles Babbage, pioneiro da computação, publicou o seu Ninth Bridgewater Treatise em 1837, colocando a tese que Deus tinha a omnipotência e a previdência para criar com um legislador divino, fazendo leis (ou programas) que depois produziriam espécies nas alturas apropriadas, em vez de continuamente interferindo com milagres ad hoc cada vez que era requerida uma nova espécie. Em 1844 o editor escocês Robert Chambers publica anonimamente um livro de ciência popular influente e extremamente controverso chamado Vestiges of the Natural History of Creation. O livro propunha um cenário evolutivo para as origens do sistema solar e vida na terra. Alegava que o registo fóssil mostrava uma ascensão de animais progressiva com os animais actuais sendo ramificações de uma linha principal que conduziu progressivamente para a humanidade. Implicava que a transmutação levava ao desenrolar de um plano predeterminado que estava entrelaçado nas leis que governavam o universo. Neste sentido era menos materialista do que as ideias de radicais como Robert Grant, mas as suas implicações que os humanos eram apenas o último degrau na ascensão da vida animal incendiou muitos pensadores conservadores. Tanto conservadores como Adam Sedgwick, e materialistas radicais como Thomas Henry Huxley, que não gostavam das implicações de Chambers de um progresso predeterminado, foram capazes de encontrar imprecisões científicas no livro que puderam denegrir. O próprio Darwin deplorou abertamente a "pobreza de intelecto" do autor, e descartou-o como uma "curiosidade literária". Contudo, o elevado perfil do debate público sobre o livro, com a sua representação da evolução como um processo progressivo, e o seu sucesso perante o público, iriam influenciar de grande modo a percepção da teoria de Darwin uma década mais tarde.

## Oposição à transmutação
Ideias sobre a transmutação de espécies estavam fortemente associadas com o materialismo radical do Iluminismo e foram recebidas com hostilidade pelo pensadores mais conservadores. Cuvier atacou as ideias de Lamarck e Geoffroy Saint-Hilaire, concordando com Aristóteles que as espécies eram imutáveis. Cuvier acreditava que as partes individuais de um animal estavam demasiado relacionadas umas com as outras para permitir que uma parte da anatomia mudasse em isolamento das outras, e argumentava que o registo fóssil mostrava padrões de extinções catastróficas seguidas de repovoação, invés de uma mudança gradual ao longo do tempo. Notou também que desenhos e múmias de animais do Egipto, com milhares de anos, não mostravam sinais de mudanças quando se comparavam com animais modernos. A força dos argumentos de Cuvier e a sua reputação como cientista proeminente ajudou a manter ideias transmutacionais fora da corrente principal da ciência durante décadas.
Na Grã-Bretanha, onde a filosofia de teologia natural permanecia influente, William Paley escreveu o livro Natural Theology que incluía a famosa analogia do relojoeiro, em parte como resposta às ideias transmutacionais de Erasmus Darwin Geólogos influenciados pela teologia natural, tal como Buckland e Sedgwick, atacavam regularmente as ideias evolutivas de Lamarck e Grant, e Sedgwick escreveu uma crítica famosamente dura ao livro The Vestiges of the Natural History of Creation. Ainda que o geólogo Charles Lyell opunha-se à geologia baseada nas escrituras também acreditava na imutabilidade das espécies, e no seu Princípios da Geologia (1830-1833) criticou e repudiou as teorias de desenvolvimento de Lamarck. Ao invés, advogava uma forma de criação progressiva, em que cada espécie tinha o seu "centro de criação" e foi desenhada para o seu habitat particular, mas ficaria extinta quando o seu habitat mudasse.

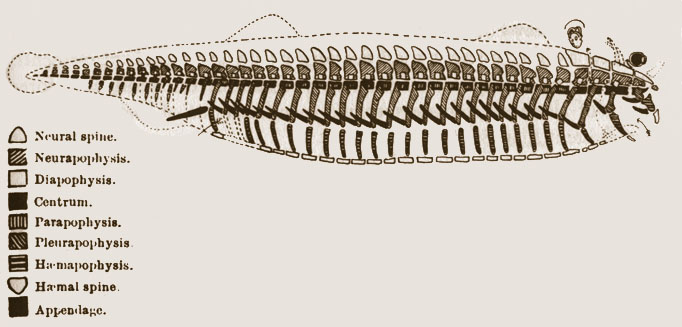
Diagrama de 1847 por Ricard Owen que mostra o seu arquétipo conceptual para todos os vertebrados.

Outra fonte de oposição à transmutação foi uma escola de naturalistas que foram influenciados pelos filósofos e naturalistas alemães associados ao idealismo, tais como Goethe, Hegel e Lorenz Oken. Idealistas como Louis Agassiz e Richard Owen acreditavam que cada espécie era fixa e imutável porque representava uma ideia na mente do criador. Eles acreditavam que relações entre espécies poderiam ser vislumbradas a partir de padrões de desenvolvimento em embriologia, assim como pelo registo fóssil: mas que estas relações representavam um padrão subjacente de pensamento divino, com criação progressivas levando a um aumento de complexidade e culminando na humanidade. Owen desenvolveu a ideia de "arquétipos" na mente Divina que iriam produzir uma sequência de espécies relacionadas por homologias anatómicas, tais como os membros dos vertebrados. Owen estava preocupado com as implicações políticas das ideias de transmutacionistas como Robert Grant, e liderou uma campanha pública por conservadores que marginalizaram Grant na comunidade científica. No seu famoso artigo de 1841, que cunhou o termo dinossauro para os répteis gigantes descobertos por Buckland e Gideon Mantell, Owen argumentou que estes répteis contradiziam as ideias transmutacionais de Lamarck porque eram mais sofisticados do que os répteis do mundo moderno. Darwin iria fazer bom uso das homologias analisadas por Owen na sua teoria, mas o tratamento brusco dado a Grant, junto com a controvérsia envolvendo Vestiges, seriam factores na sua decisão de assegurar que a sua teoria era suportada completamente por factos e argumentos antes de publicar as suas ideias.